# Хуртага
Хуртага (рос. Хуртага) — улус Закаменського району, Бурятії Росії. Входить до складу Сільського поселення Хуртагінське.
Населення — 829 осіб (2015 рік).